# Kleiner Dristkogel
Der Kleine Dristkogel ist ein Berg des Kaunergrates, eines Gebirgszuges der Ötztaler Alpen. Er liegt direkt südlich des Wallfahrtsjöchls, einem in alter Zeit häufig benutzen Übergang vom Pitztal ins Kaunertal. Er ist das verkleinerte Ebenbild des Großen Dristkogels, der direkt südlich von ihm liegt. Seine plattige, kegelförmige Berggestalt verleiht ihm ein weithin markantes Aussehen. Er ist von Norden her der erste technisch anspruchsvollere Berg des Kaunergrates. Der Berg ist auch unter dem Namen Pauschlerkogel bekannt und an seinem südöstlichen Fuß liegt ein kleines Gletscherkar.

## Erstbesteigung
Der Berg wurde wahrscheinlich schon in alter Zeit von Jägern von der Südseite her erstiegen, doch gibt es darüber keine sicheren Belege. Die erste touristische Ersteigung führten F. Hörtnagl, A. Zott und O. Zott am 25. Juli 1900 von Nordosten her aus. Sie stiegen ins Gletscherkar auf, das auf der Ostseite des Wallfahrtsjöchls unterhalb des Berges liegt. Anschließend überquerten sie ein steiles Firnfeld nach Südwesten zur steilen Plattenflanke des Berges, wo sie über eine steile Eisrinne zum Nordgrat und schließlich zum Gipfel aufstiegen. Über den Südgrat stiegen sie zur Pauschlerscharte ab.

## Routen

### Normalweg (Weg der Erstersteiger)
Der Normalweg führt von St. Leonhard im Pitztal über einen markierten Steig zur Tiefentaler Alm. Weiter auf dem Steig in Richtung Wallfahrtsjöchl bis knapp östlich des Bergkammes. Vom Kaunertal hinauf aufs Wallfahrtsjöchl und östlich hinab Richtung Pitztal.
Der Weg führt südlich ab und über Moränenhalden in das östlich unter dem Berg liegende Gletscherkar; weiter über ein steiles Firnfeld nach Südwesten bis an die plattige Flanke des Berges, dorthin wo eine schwach ausgeprägte Felsenrinne vom Grat herabzieht. Nun geht es über die steilen, plattigen Felsen aufwärts im Schwierigkeitsgrad UIAA II, bis sich die Rinne stärker ausprägt und in eine Schuttrinne übergeht. Über Schutt und plattige Felsen steil empor bis zu einer oft vereisten Biegung der Rinne, geht es über das Eis oder über steile, plattige Felsen weiter aufwärts bis zu einer Blocksperre. Dann um sie herum und in den obersten, leichteren Teil der Rinne, weiter über Geröll geht es bis in Gratnähe. Nun links (südlich) führt der Weg empor durch eine steile, kaminartige Furche (II). An ihrem Ende geht es über schmale Felskanten auf den Blockgrat (II) und über ihn kurz zum Gipfel mit Steinmann und Stange.

### Südgrat
Von der Tiefentaler Alm im Pitztal ins Tal des Gschwandbaches. Dem nördlichen Bachlauf folgend hinauf in ein Kar östlich der Dristkögel. Aufwärts über Schutt in die Pauschlerscharte. Über den Blockgrat aufwärts zum Gipfel (II).

### Nordgrat
Vom Kaunertal oder Pitztal zum Wallfahrtsjöchl. Nun südlich über den zunächst plattigen, dann leichter werdenden Nordgrat des Berges zum Gipfel (II).

## Impressionen

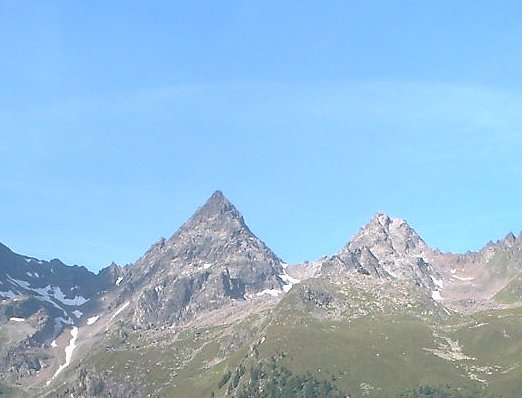
Großer und Kleiner Dristkogel
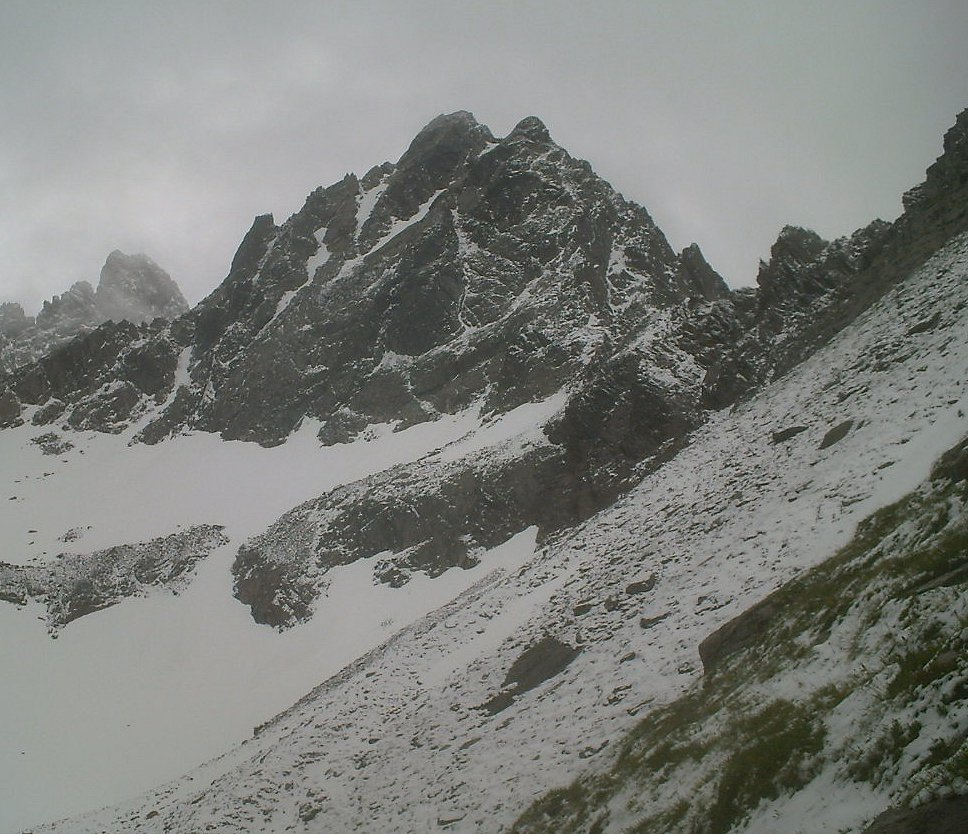
Kleiner Dristkogel von Norden
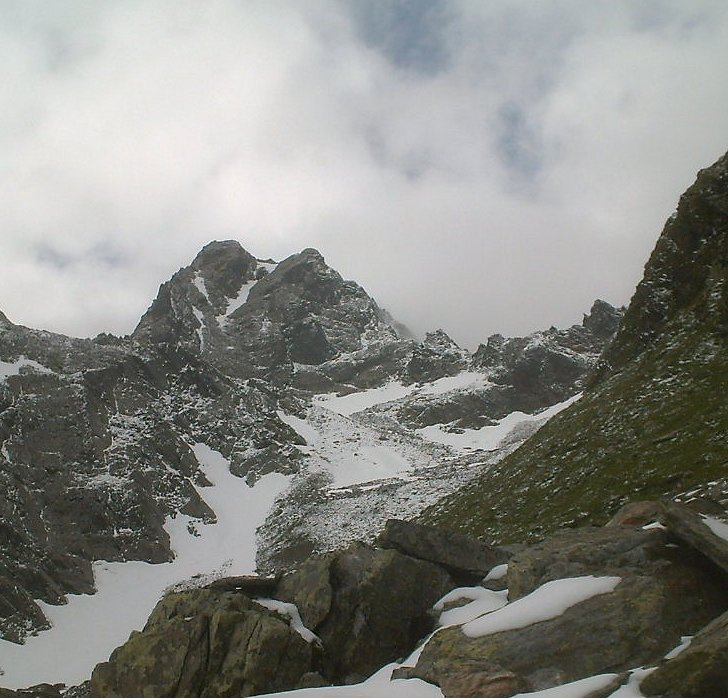
Dristkogel von der Sturzmahd
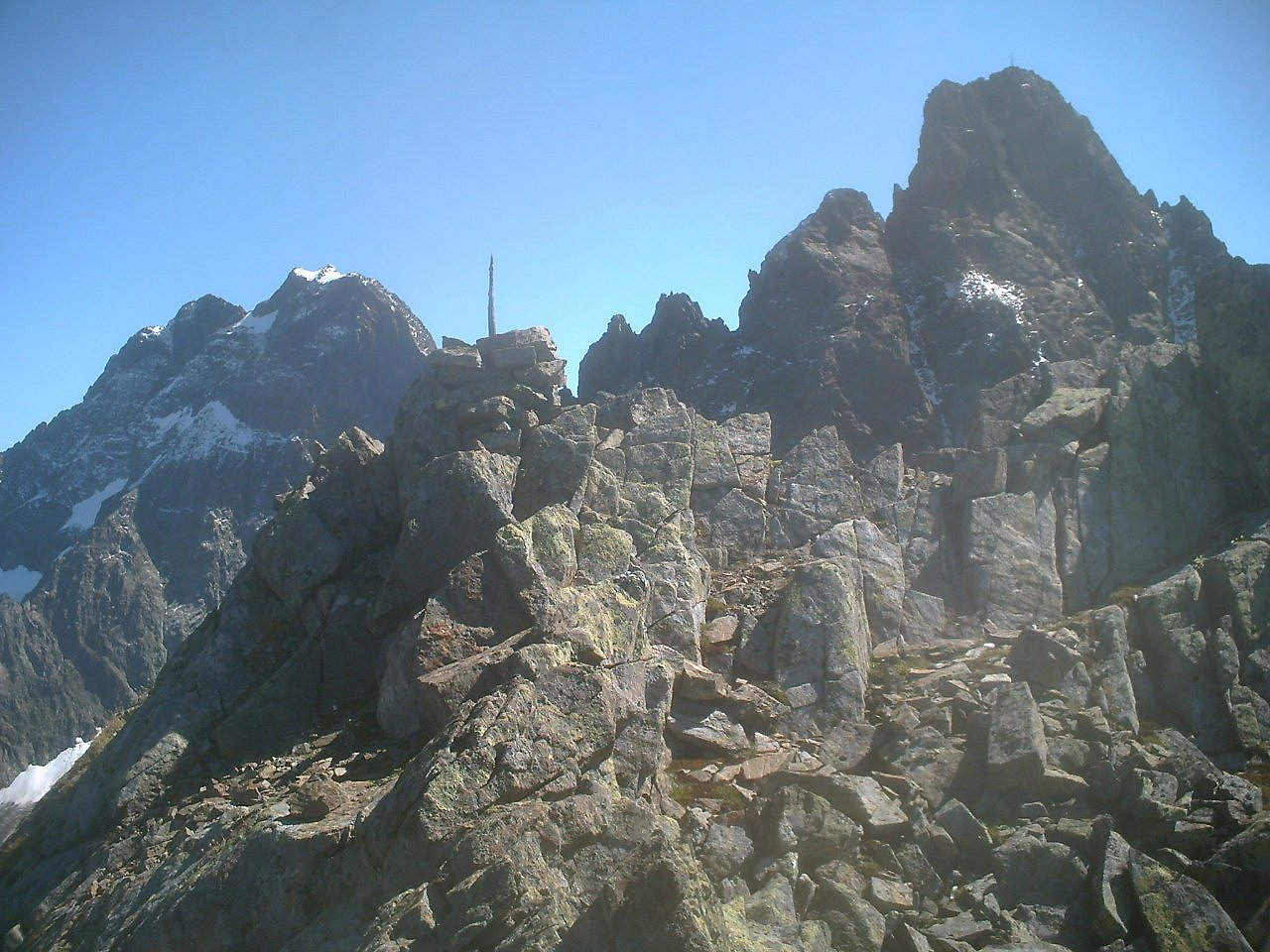
Ausblick auf den Hauptkamm vom Gipfel
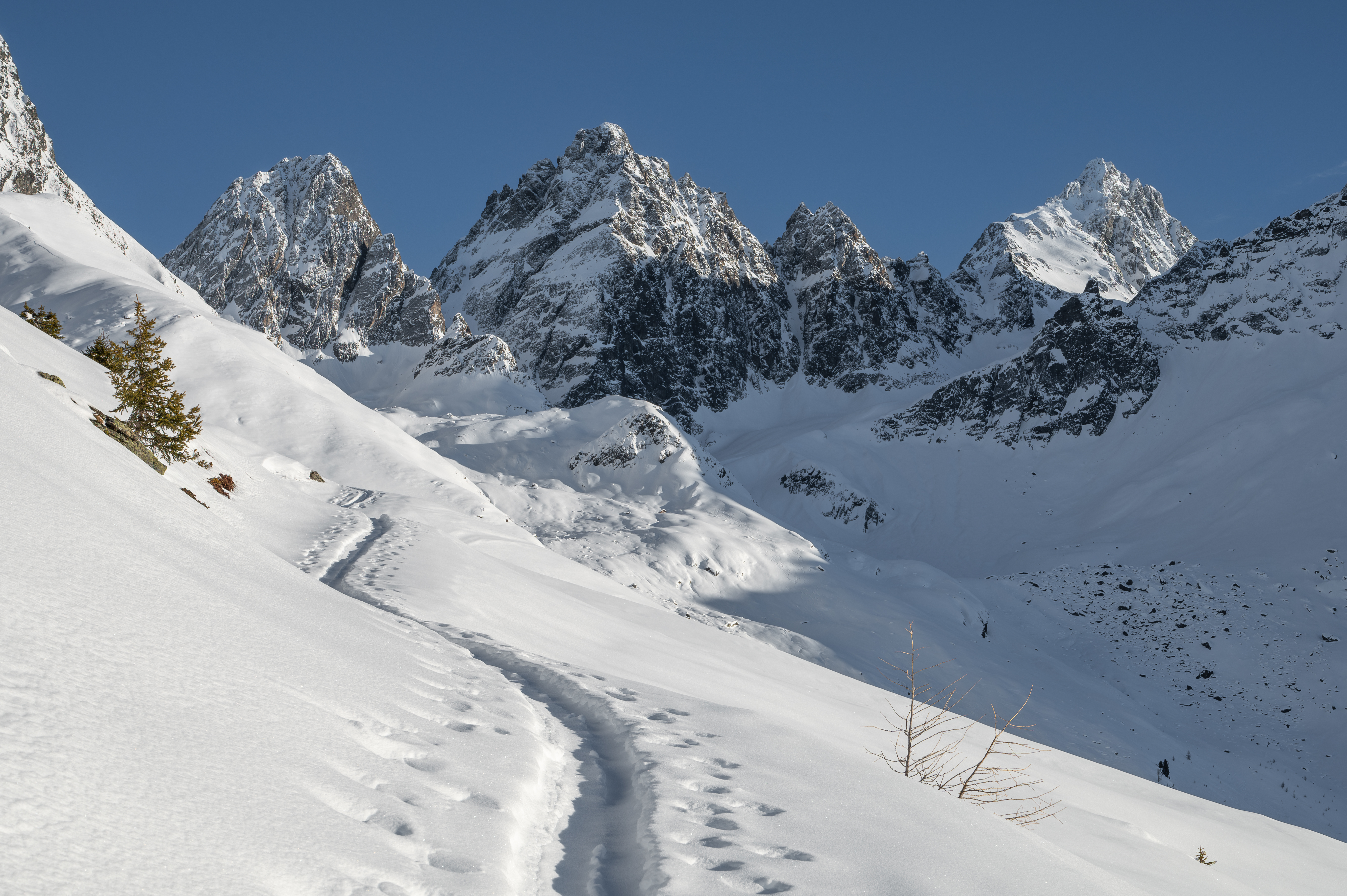
Kleiner und großer Dristkogel, Gsallkopf